# از تاریخ پیدایش رم
از تاریخ پیدایش رم (Ab urbe condita) نوعی روش برای شمارش سال‌ها است که توسط برخی از تاریخنگاران روم باستان استفاده می‌شد. این گاهشمار مانند تقویم رومی است ولی شروع آن از زمان پیدایش شهر رم، پایتخت امپراتوری روم است. ناشران زمان رنسانس معمولاً در آخر ترجمه‌هایی که از نبشته‌های رومی انتشار می‌دادند، از این تاریخ نیز استفاده می‌کردند و این ایدهٔ نادرست را ترویج می‌دادند که رومیان معمولاً از این روش استفاده می‌کردند. در واقع، نویسندگان دوران حاضر بیشتر از خود رومیان از این روش استفاده می‌کنند.

## تاریخچه ۲۰۲۲
از زمان امپراتور رومی، کلادیوس، جشن گرفتن پیدایش شهر رم به دلایل تبلیغاتی رواج پیدا کرد. او اولین کسی بود که جشن‌های بزرگی برای این مورد برگزار می‌کرد. از این رو، تاریخدانان نیز شروع به استفاده از این روش برای شمارش سال‌ها کردند.

## محاسبه
زمان پیدایش رم توسط یک نویسندهٔ رومی به نام وارو، ۲۱ آوریل ۷۵۳ ق. م محاسبه شده‌است. احتمالاً او از تاریخ نادرست شروع کار کنسول‌های روم برای محاسبه استفاده کرده. البته به علت کمبود منابع و افسانه ای بودن بعضی از آنان درستی تاریخ وارو توسط دانشمندان تأیید نشده‌است.